# Christine Woods
Christine Woods (Lake Forest, 3 de septiembre de 1983) es una actriz estadounidense que ha aparecido en varias series de televisión. Recientemente, se le ha podido ver como parte del reparto principal de la serie de la ABC FlashForward, en el papel de la agente especial del FBI Janis Hawk.

## Biografía

### Inicios
Christine asistió a la Universidad de Arizona, en la cual estudió teatro musical.[cita requerida]

### Carrera
Desde 2005 viene participando en episodios de varias series televisivas, como CSI: Miami, Como conocí a vuestra madre (How I Met Your Mother), Dr. House y Caso abierto (Cold Case).
En 2009, consiguió un papel protagonista para la nueva serie de la ABC FlashForward.
En mayo de 2010, la NBC anunció que Woods protagonizaría su nueva serie, Perfect Couples, una comedia romántica en episodios de media hora.
En 2014 participó en tres episodios de la quinta temporada de The Walking Dead, interpretando a la oficial Dawn Lerner.

### Vida personal
Woods es una reconocida activista por los derechos de los homosexuales.

## Filmografía

### Cine
| Año  | Título                                     | Rol                | Notas                                           |
| ---- | ------------------------------------------ | ------------------ | ----------------------------------------------- |
| 2007 | The Haunting of Marsten Manor              | Ericka             |                                                 |
| 2008 | Mike Birbiglia's Secret Public Journal     | Abby               | Película para televisión                        |
| 2008 | The Madness of Jane                        | Marie              | Película para televisión                        |
| 2009 | Sveener and the Shmiel                     | Traci              |                                                 |
| 2012 | Franky and the Ant                         | Kare Bear          |                                                 |
| 2014 | Hello Ladies: The Movie                    | Jessica Vanderhoff | Película para televisión cierre de Hello Ladies |
| 2014 | The One I Wrote for You                    | Alicia Cantor      |                                                 |
| 2017 | I Don't Feel at Home in This World Anymore | Meredith Rumack    |                                                 |

### Televisión
| Año       | Título                 | Rol                 | Notas                                                                 |
| --------- | ---------------------- | ------------------- | --------------------------------------------------------------------- |
| 2005      | CSI: Miami             | Valerie Nelson      | Episodio: "Prey"                                                      |
| 2006      | The Game               | Christine           | Episodio: "The Rules of the Game"                                     |
| 2007      | How I Met Your Mother  | Waitress            | Episodio: "Third Wheel"                                               |
| 2007      | The Game               | Sunbeam Girlfriend  | Episodio: "You Say You Want a Revolution"                             |
| 2008      | Welcome to The Captain | Claire              | 2 episodios                                                           |
| 2008      | Dr. House              | Lou                 | Episodio: "Dying Changes Everything"                                  |
| 2008      | Cold Case              | Cassie Michaels     | Episodio: "Street Money"                                              |
| 2008      | NCIS                   | Rebecca Jennings    | Episodio: "Love & War"                                                |
| 2008      | In Plain Sight         | Gwen Jarvis         | Episodio: "One Night Stan"                                            |
| 2009–2010 | FlashForward           | Janis Hawk          | 18 episodios                                                          |
| 2011      | Perfect Couples        | Julia               |                                                                       |
| 2011      | The Closer             | Casey Watson        | Episodio: "You Have the Right to Remain Jolly"                        |
| 2012      | Castle                 | Leann West          | Episodio: "47 Seconds"                                                |
| 2012      | How to be a Gentleman  | Melissa             | Episodio: "How to be Shallow"                                         |
| 2012      | Go On                  | Janie               |                                                                       |
| 2013      | Hello Ladies           | Jessica Vanderhoff  | 8 episodios                                                           |
| 2014      | The Walking Dead       | Officer Dawn Lerner | 5ª temporada (recurrente; 3 episodios)                                |
| 2015      | The Odd Couple         | Ashley Unger        | Recurrente                                                            |
| 2015      | Comedy Bang! Bang!     | Diane               | Episodio: "Joseph Gordon-Levitt Wears a Heart T-Shirt and Blue Jeans" |